# Sperone Speroni
Pour les articles homonymes, voir Speroni.
Sperone Speroni degli Alvarotti, né à Padoue le 12 avril 1500 et mort dans cette même ville le 3 juin 1588, est un écrivain, un dramaturge et un philosophe humaniste italien, essentiellement connu pour ses Dialogues.

## Biographie
Sperone Speroni est né dans l'ancienne famille padouane des Speroni degli Alvarotti (it). Son père Bernardino (it) était archiâtre du pape Léon X, sa mère Lucia était issue de la famille Contarini. Après ses études, il devient professeur de logique de l'université de Padoue à seulement dix-huit ans. Après quelques années d'enseignement, il décide d'approfondir ses études à Bologne, auprès du fameux philosophe aristotélicien Pietro Pomponazzi, dit Petit-Pierre (Peretto) pour sa stature peu élevée. À la mort de ce dernier, en 1525, il revient à Padoue où il enseigne la philosophie pendant trois autres années, jusqu'à la mort de son père. Après cela, il doit s'occuper activement de sa famille.
C'est à cette période que remonte la composition des Dialogues (Dialogi) qui sont publiés par son ami Daniele Barbaro en 1542 :
- Dialogue d'amour (Dialogo d'amore) ;
- Dialogue de la dignité des femmes (Dialogo della dignità delle donne) ;
- Dialogue du temps de l'accouchement des femmes (Dialogo del tempo di partorire delle donne) ;
- Dialogue de l'économie domestique (Dialogo della cura famigliare) ;
- Dialogue de l'usure (Dialogo della usura) ;
- Dialogue de la discorde (Dialogo della discordia) ;
- Dialogue des langues (Dialogo delle lingue) ;
- Dialogue de la rhétorique (Dialogo della retorica) ;
- Célébration de la villa Il Catajo de Beatrice Pio degli Obizzi (Dialogo delle laudi del Catajo, villa della S. Beatrice Pia degli Obici) ;
- Dialogue de Panico et Bichi (Dialogo di Panico e Bichi).

C'est aussi de cette époque que date la composition du Dialogue de la vie active et contemplative, qui n'a toutefois pas été inséré dans l'édition de 1542.
Membre de l'Académie des Enflammés et ami du Tasse, il s'est occupé de la révision de La Jérusalem délivrée. Il est l'auteur de la Canace, une tragédie publiée en 1546 et qui donnera suite à une polémique enflammée entre l'auteur et Giovanni Battista Giraldi. Par la suite, il intervient également dans la polémique entre ce même Giraldi Cinzio et Giovan Battista Pigna à propos de l'Orlando furioso et du roman comme genre littéraire.
En 1564, il fonde à Padoue l'académie de chevalerie Gimnosofisti.
En 1560, il déménage à Rome où il se lie d'amitié avec Annibal Caro. Revenu à Padoue, il compose ses Discours sur Dante, sur l'Eneide, Sur l'Orlando furioso et le Dialogue de l'histoire.
Il est enterré dans la Cathédrale de Padoue.
Les œuvres complètes de Speroni, Venise, 1740, 5 vol. in-4°, ont été publiées par l’abbé Natale Dalle Laste et par Marco Forcellini, d’après les papiers originaux communiqués par l’abbé Antonio Conti, héritier de la famille Speroni.

## Voir aussi

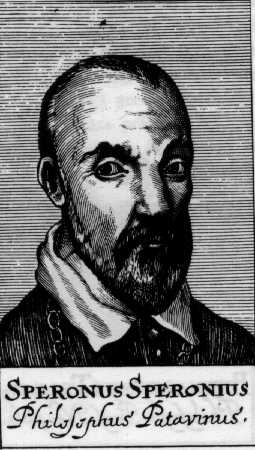
Sperone Speroni.

### Crédits de traduction
- « Sperone Speroni », dans Louis-Gabriel Michaud, Biographie universelle ancienne et moderne : histoire par ordre alphabétique de la vie publique et privée de tous les hommes avec la collaboration de plus de 300 savants et littérateurs français ou étrangers, 2e édition, 1843-1865 [détail de l’édition]

- (it) Cet article est partiellement ou en totalité issu de l’article de Wikipédia en italien intitulé « Sperone Speroni » (voir la liste des auteurs).